# 아누만 라차톤

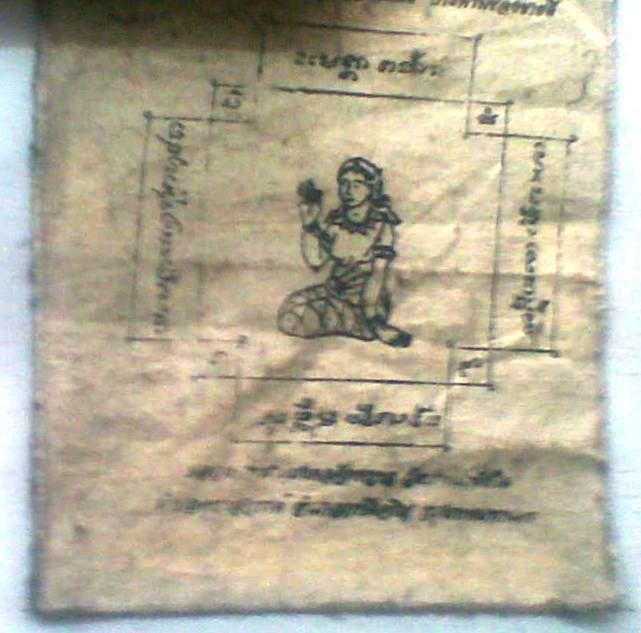
아누만 라차톤은 상점에서 손님을 끌기 위해 내거는 장식부처럼 태국 문화에서 별로 중요해 보이지 않는 것들에도 관심을 기울였다. 이 그림은 낭꽉으로, 방콕의 상점에 걸려 있는 행운을 가져다주는 부적이다.

프라야 아누만 라차톤(태국어: พระยาอนุมานราชธน, 1888년 12월 14일 ~ 1969년 7월 12일)은 태국의 언어학자, 인류학자, 민속학자, 저술가로 근현대 태국에서 가장 중요한 학자이다. 그는 태국의 언어학, 인류학, 민속학을 독학하여 연구했으며, 태국 문화에 대한 권위자이다.
생전에 수많은 저작을 남겼는데, 민속학부터 사회학까지 문화 관련 분야에서 다방면에 걸쳐 있는 그의 업적으로 인해 후대의 태국 학자들이 지속적으로 문화에 관심을 기울이게 되었다.

## 활동
태국의 전통 문화가 근대적 가치에 잠식되어 가는 중요한 시기에 아누만은 자신을 둘러싼 태국 사회를 호기심을 갖고 관찰하며 그 양상에 주목하였다. 아누만은 시간을 들여 심도 있게 태국의 언어, 민속, 구전 문화, 전통적 규범, 가치 체계에 대해 연구를 진행하였다.
아누만은 다양한 장소에서 연구와 집필 활동을 하였는데, 예로 청년 및 중년기에는 방콕의 만다린 오리엔탈 호텔에서 보내는 시간이 많았다. 이 기간에 아누만은 태국 관세부에서 공무원으로 일했다. 이 무렵 노먼 매카이(Norman Mackay)를 알게 되어 서툴렀던 영어를 교정하는 데 많은 도움을 받았다.
아누만은 공식적인 대학의 학위가 없었지만 연구와 수집 활동에 필요한 모든 준비 작업을 지칠 줄 모르고 묵묵히 해냈다. 그의 주된 관심사는 대중 문화였다. 아누만의 채록 및 그림 묘사 활동이 없었더라면, 태국인의 다양하고 특별한 오랜 관습들은 아무도 모르게 흔적 없이 사라져 버렸을 것이다. 또 아누만은 셋얀꼬셋(태국어: เสฐียรโกเศศ)이라는 필명으로 소설을 쓰는 등 문학 작가로도 활동하였으며, 문학자 뜨리 나카쁘라팁(1889년 - 1945년) 등 태국 저명 인사의 전기도 많이 썼다.
그러나 아누만이 여러 업적을 공적으로 널리 인정받은 것은 공표하고 나서 상당한 시간이 흐른 뒤였다. 노년기에 접어들어서야 아누만이 대학에 초빙되어 강의할 기회가 생겼던 것이다. 말년에 아누만은 시암 학회의 회장을 맡았고, 인생의 마지막 시기와 사후에는 가장 존경받는 태국의 지성 중 하나가 되었다.

## 같이 보기
- 태국 문화
- 베산타라 자타카 - 태국어로 '마하 웨사돈짜독'